# 塞奧佐羅斯二世 (亞歷山大牧首)
塞奧佐羅斯二世（希臘語：Θεόδωρος Β΄，1954年11月25日—）是亞歷山卓暨全非洲希臘正教牧首區的現任（第128任）牧首，出生於希臘克里特島。
塞奧佐羅斯二世在1985年至1990年曾受任命希臘正教在俄羅斯的督主教。1997年塞奧佐羅斯二世擔任主教長佩特羅斯七世的副手，2004年佩特羅斯七世去世後被一致選舉為亞歷山大主教長。2019年塞奧佐羅斯二世代表亞歷山卓暨全非洲希臘正教牧首區認可烏克蘭正教會的地位。